# Конопельський Віктор Ярославович
Віктор Ярославович Конопельський (1967 р.н., село Червонознам’янка, Одеська область, Україна) — український науковець, доктор юридичних наук, професор, завідувач кафедри кримінального права та кримінології Одеського державного університету внутрішніх справ.

## Життєпис
Народився у 1967 році у селі Червонознам’янка Одеської області

### Здобуття вищої освіти
У 1993 р. закінчив Одеський державний університет ім. І.І. Мечникова за спеціальністю «Історик, викладач історії»
у 1995 р. закінчив  Одеський інститут внутрішніх справ за спеціальністю «Правоохоронна діяльність»
у 2006 р. закінчив Одеський юридичний інститут Харківського університету внутрішніх справ за спеціальністю «Правознавство».

### Служба в органах внутрішніх справ
Службу в органах внутрішніх справ розпочав у 1993 р. на посаді інспектора інспекції у справах неповнолітніх Приморського району міста Одеси. 
Учасник бойових дій в Республіці Афганістан.

## Наукова діяльність
У 2002 р. захистив дисертацію на здобуття наукового ступеня кандидат політичних наук за спеціальністю 23.00.02 – політичні інститути та процеси на тему: «Конституювання української політичної нації в перехідному суспільстві».
У 2015 р. захистив дисертацію на здобуття наукового ступеня доктор юридичних наук за спеціальністю 12.00.08 - кримінальне право та кримінологія; кримінально-виконавче право на тему : «Кримінально-виконавчі засади диференціації та індивідуалізації виконання покарання у виді позбавлення волі в Україні».
Вчене звання професор отримав у 2020 році.
Бере активну участь у рецензуванні та опануванні дисертаційних досліджень
Голова спеціалізованої вченої ради Д.41.884.04 в Одеському державному університеті внутрішніх справ
Член редакційної колегії наукових видань, включених до переліку фахових видань України: Південноукраїнський правничий часопис, Юридичний бюлетень, Криміналістичний вісник.
Член Всеукраїнської асоціації з кримінального права
Є автор понад 180 наукових, науково-методичних, науково-практичних та навчальних видань.

### Свідоцтва про реєстрацію авторського права на твір
Свідоцтво про реєстрацію авторського права на твір від 08 лютого 2023 р., підручник «Кримінальне право України. Загальна частина», автори: Ахмедов Махір Байрам огли, Бабенко Андрій Миколайович, Будяченко Ольга Миколаївна, Воронцов Андрій Володимирович, Гритенко Оксана Анатоліївна, Конопельський Віктор Ярославович, Кулик Людмила Миколаївна, Меркулова Валентина Олександрівна, Плужнік Олена Іванівна, Резніченко Ганна Семенівна, Собко Ганна Миколаївна, Чекмарьова Ірина Миколаївна, Щирська Вікторія Сергіївна.
Свідоцтво про реєстрацію авторського права на твір від 19 січня 2023 р. №115952, монографія «Кримінологічна характеристика та запобігання злочинності у прикордонних регіонах Причорномор’я материкової України», автори: Бабенко Андрій Миколайович, Конопельський Віктор Ярославович, Чекмарьова Ірина Миколаївна.
Свідоцтво про реєстрацію авторського права на твір від 10 січня 2023 р. № 115676, стаття «Деякі напрямки вдосконалення кримінальної відповідальності за незаконне виготовлення, переробку чи ремонт вогнепальної зброї, бойових припасів, вибухових речовин чи вибухових пристроїв», автор: Конопельський Віктор Ярославович. 
Свідоцтво про реєстрацію авторського права на твір від 06 січня 2022 р. № 110821
монографія «Кримінальні відповідальність за незаконну порубку або незаконне перевезення, зберігання, збут лісу», автори: Конопельський Віктор Ярославович, Будяченко Ольга Миколаївна.

## Нагороди та відзнаки
- Грамота Верховної Ради України «За заслуги перед Українським народом»;
- Почесна грамота Кабінету міністрів України «За заслуги перед Українським народом»;

- Нагрудний знак «За відзнаку в службі» ІІ ступеня ;
- Нагрудний знак «За відзнаку в службі» І ступеня;
- Нагрудний знак «Почесний  знак МВС України».